# Golful Riga

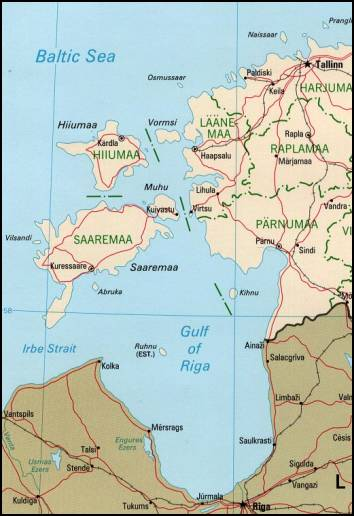
Golful Riga

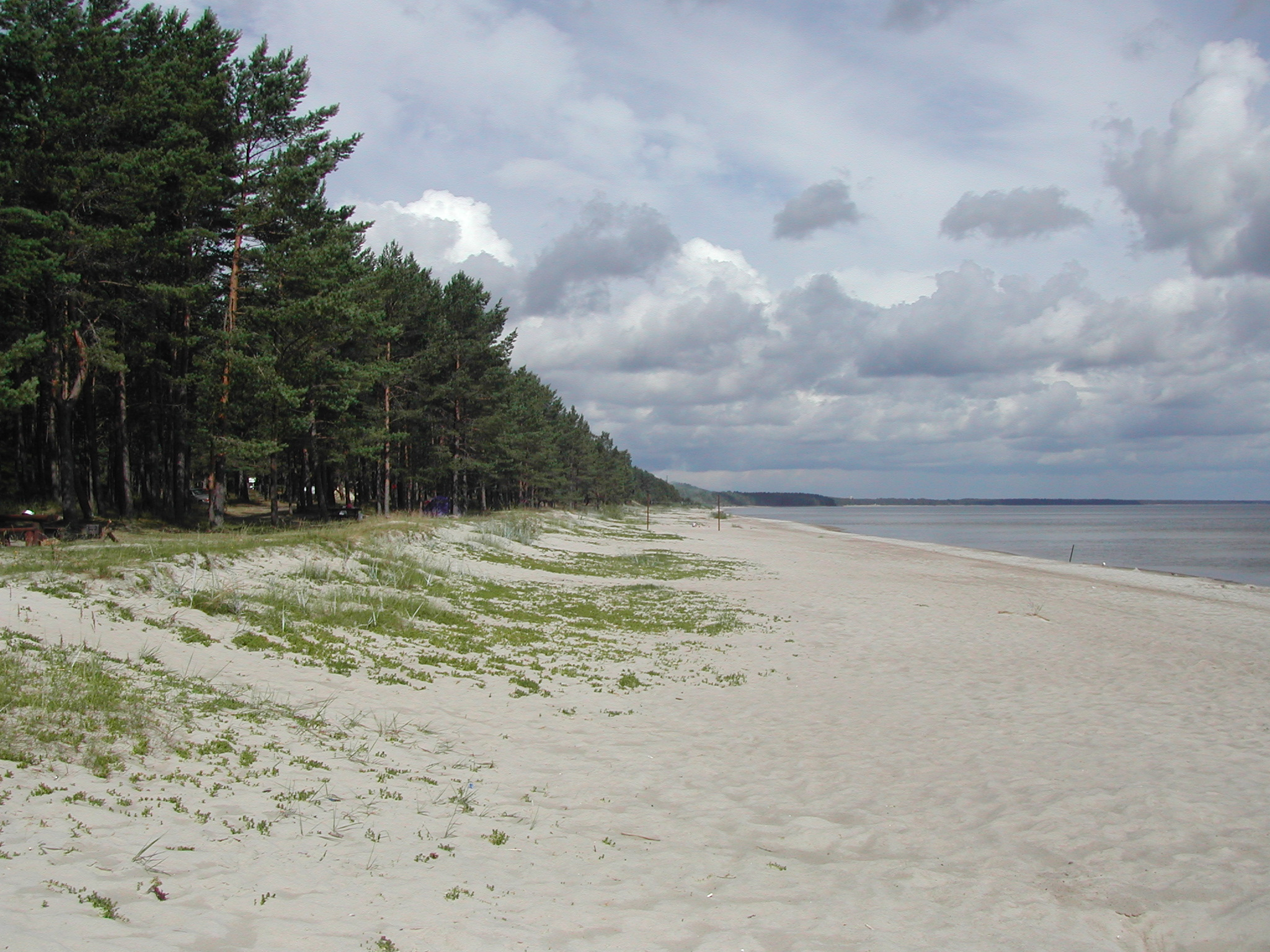
Plaja între Jūrmala şi Engure

Golful Riga (letonă Rīgas jūras līcis, estonă Liivi laht) este un golf pe țărmul estic al Mării Baltice, în Letonia și Estonia.
Aria Golfului Riga este de aproximativ 18.000 km². Adâncimea maximă este de 54 m. Insula Saaremaa (Estonia) îl separă parțial de Marea Baltică. Principala ieșire a golfului este Strâmtoarea Irbe. Insula Ruhnu, în mijlocul golfului, aparține de asemenea Estoniei.
Orașe importante situate pe malul golfului sunt Riga și Pärnu. Râurile principale care se varsă în golf sunt: Daugava, Lielupe, Gauja și Salaca.